# 곤살로 데 로스 산토스
곤살로 데 로스 산토스 다 로사(스페인어: Gonzalo de los Santos da Rosa, 1976년 7월 19일, 살토 ~)는 우루과이의 전직 축구 선수로, 현역 시절 수비형 미드필더로 활약했으며 현재 감독이다.
그는 현역 시절 대부분을 스페인에서 보냈는데, 6개 구단 소속으로 11년 동안 활약하며 280경기에 출전했는데, 이 중 라 리가에서만 179경기를 출전했고, 발렌시아에서 리그 정상에도 올랐으며, 프로 무대 신고식을 치른 페냐롤에서 은퇴했다.
데 로스 산토스는 우루과이 국가대표팀 경기에 33번 출전했으며, 2002년 월드컵에 자국을 대표로 참가하기도 했다.

## 클럽 경력
데 로스 산토스는 살토 출신이다. 페냐롤 소속으로 프리메라 디비시온 3연패를 이룩한 후, 그는 스페인으로 건너가 메리다, 말라가(1999년에 라 리가 승격을 이룩했다), 발렌시아(2002년 리그 우승에 오를 당시 13경기 출장), 아틀레티코 마드리드, 그리고 마요르카에서 활약했고, 이 중 마요르카에서는 호르헤 로페스와 발렌시아에서 동시에 임대되어 한배를 탔었다.
2006-07 시즌, 1년을 부상으로 빠졌던 데 로스 산토스는 세군다 디비시온의 에르쿨레스로 이적했다. 알리칸테에서 자주 출전 기회를 받았으나, 그는 2008년 7월 29일에 페냐롤로 복귀하였고, 2년 뒤에 34세로 현역 은퇴를 선언했다.

## 국가대표팀 경력
우루과이 국가대표팀에서 9년을 활약한 데 로스 산토스는 2002년 월드컵에 참가한 선수단에 발탁되어 0-0으로 비긴 프랑스와의 조별 리그 경기에 20분 출전했다. 그는 사우디아라비아에서 열린 1997년 컨페더레이션스컵에서도 자국을 대표로 참가해 4경기를 출전했고, 우루과이는 이 대회에서 4위의 성적을 거두었다.